# Banca Cattolica del Veneto
Banca Cattolica del Veneto war eine italienische Privatbank mit Sitz in Vicenza.
Gegründet wurde die Bank im Jahre 1892 unter dem Namen Banca Cattolica Vicentina und war zunächst in der Diözese Vicenza tätig. In den 1920er Jahren entwickelte sie sich zu einer erfolgreichen regionalen Bank und konnte nicht nur die Krise des Jahres 1929 überstehen, sondern auch anderen Banken bei der Überwindung finanzieller Schwierigkeiten helfen.
Die Zahl der Niederlassungen stieg von 111 im Jahr 1940 auf 152 bis 1965. Die Bank expandierte in Venetien, Friaul-Julisch Venetien, Trentino-Südtirol, Emilia, Rom und Mailand. Sie verschmolz im Jahre 1982 mit der Banco Ambrosiano unter dem Namen Nuovo Banco Ambrosiano.